# Thalia (rose)
ʽThalia’ est un cultivar de rosier obtenu en 1892 par le rosiériste alsacien Jean-Baptiste Schmitt (de Bischwiller) et commercialisé dans le reste de l'Empire allemand par Peter Lambert à partir de 1895,. Il doit son nom à la muse Thalie (Thalia). C'est un des rosiers lianes les plus vigoureux.

## Description
Ce rosier liane peut atteindre 365 cm de hauteur voire plus encore, pour une largeur de 245 cm. Son feuillage est lustré et vert clair et ses rameaux très peu épineux. Ses petites fleurs en gros bouquets sont blanches, semi-doubles à doubles et peu parfumées. La floraison généreuse a lieu au mois de juin.
Ce grimpant très vigoureux résiste à des hivers froids, puisque sa zone de rusticité est de 4b à 9b; il est fort apprécié en Europe centrale. On peut l'admirer entre autres à la roseraie de Bagatelle, à Paris. 
ʽThalia’ est issu du croisement Rosa Polyantha ʽSimplex’ × ʽPâquerette’ (polyantha, Guillot, 1872).

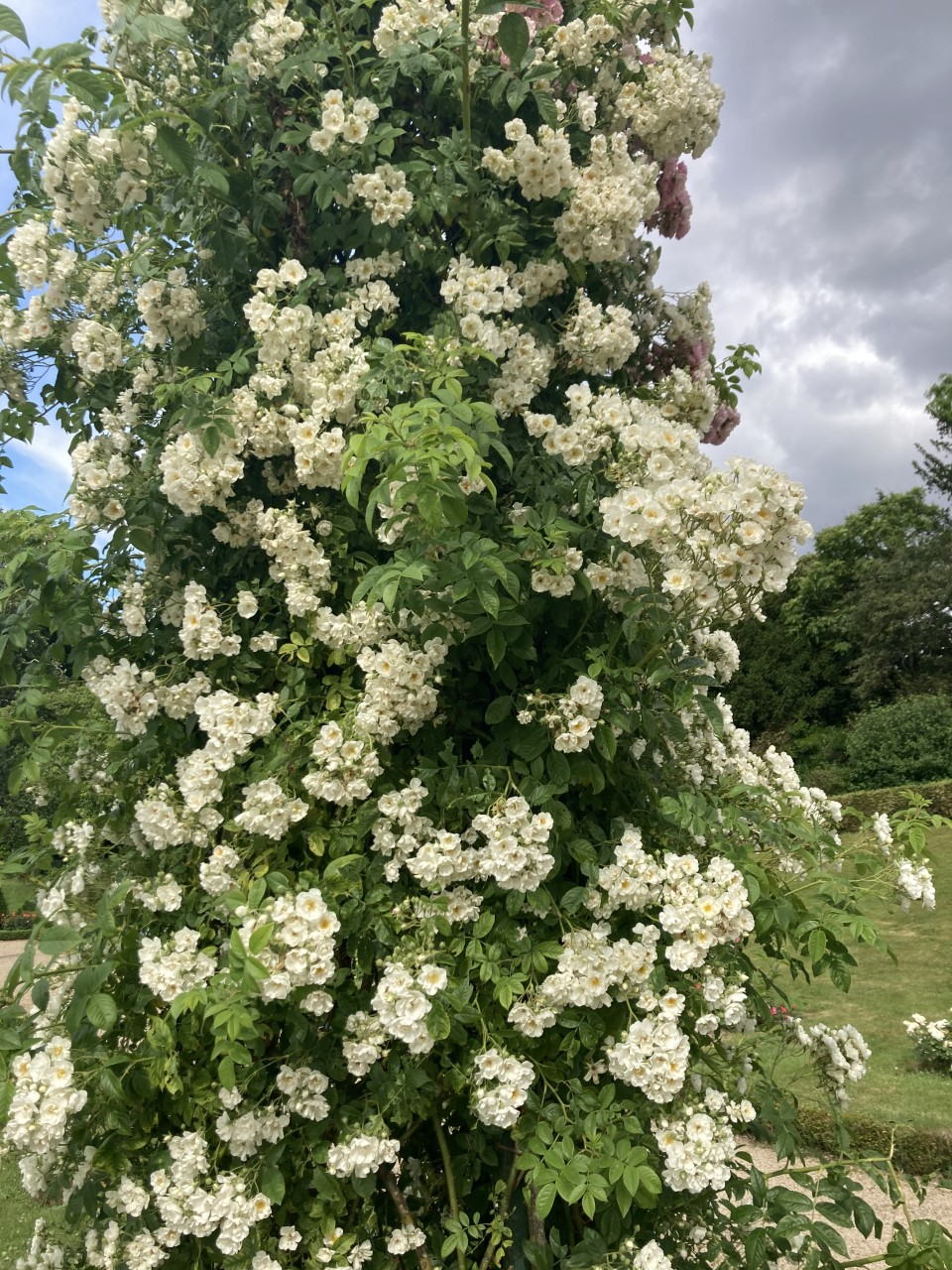
Rosier liane ’Thalia‘ à la roseraie de Bagatelle.